# Terslev
Terslev er en lille by på Sydsjælland med 937 indbyggere  (2024), beliggende i Terslev Sogn og Faxe Kommune, 7 kilometer nord for Haslev og 14 kilometer syd for Ringsted. Byen tilhører Region Sjælland.
I Terslev ligger Terslev Kirke, en brugs, et kraftvarmeværk, og umiddelbart uden for byen ligger folkeskolen Terslev Skole.
Terslev har eget vandværk som forsyner det meste af byen med drikkevand.
I forbindelse med skolen ligger Terslev Gymnastik & Idrætsforening (TGIF).
I 1911 fandt to drenge en stor sølvskat fra vikingetiden, da de gravede i en have i byen.
Indtil slutningen af 1973 lå der et andelsmejeri – Haabet – i landsbyen. Det var en videreførelse af andelsmejeriet Tøpkilde, der var blevet oprettet i 1890.

## Demografi
| År   | Antal |
| ---- | ----- |
| 1976 | 209   |
| 1981 | 236   |
| 1986 | 242   |
| 1990 | 247   |
| 1996 | 254   |
| 2000 | 225   |
| 2004 | 221   |
| 2008 | 235   |
| 2009 | 225   |
| 2010 | 240   |